# 진삼국무쌍 (영화)
《진삼국무쌍》(중국어: 真三國無雙)은 주현량 감독의 전쟁, 액션 영화로 코에이의 게임 진 삼국무쌍이 원작인 영화이다. 2021년에 개봉하였다.

## 출연진

### 주연
- 왕카이 - 조조 역
- 한경 - 관우 역
- 고천락 - 여포 역
- 양우녕 - 유비 역
- 유가령 - 주검보주 역
- 구리나자 - 초선 역
- 여량위 - 원소 역

### 조연
- 장건성 - 장비 역
- 임설 - 동탁 역
- 강호문 - 장각 역
- 장조휘 - 진궁 역
- 나가영 - 여백사 역
- 왕재헌 - 조인 역
- 영소화 - 독우 역
- 진패 - 왕윤 역
- 양자동 - 영회황후 역
- 진지휘 - 왕광 역
- 왕지화 - 조숭 역
- 진송 - 화웅 역
- 원문강 - 손견 역
- 장박호 - 반붕 역
- 장예건 - 이유 역
- 악정문
- 주현량